# 32 Tauri
32 Tauri, som är stjärnans Flamsteed-beteckning, är en ensam stjärna belägen i den östra delen av stjärnbilden Oxen. Den har en skenbar magnitud på ca 5,64 och är svagt synlig för blotta ögat där ljusföroreningar ej förekommer. Baserat på parallaxmätning inom Hipparcosuppdraget på ca 23,6 mas, beräknas den befinna sig på ett avstånd på ca 138 ljusår (ca 42 parsek) från solen. Den rör sig bort från solen med en heliocentrisk radialhastighet av ca 32 km/s. Med stjärnans position nära ekliptikan är den föremål för ockultationer med månen.

## Egenskaper
32 Tauri är en gul till vit underjättestjärna av spektralklass F2 IV. Den har en massa som är ca 1,5 solmassor, en radie som är ca 2 solradier och utsänder ca 8 gånger mera energi än solen från dess fotosfär vid en effektiv temperatur på ca 6 900 K. Stjärnans underskott av element tyngre än väte och helium är lägre än hos solen.